# チームX 3rd Stage「夢想的旗幟」
チームX 3rd Stage「夢想的旗幟」は、SNH48チームXの4th公演である。チームX初のオリジナル公演である。

## 公演内容

### 曲目
本編
1. overture
（作曲・編曲：尾澤拓実、歌：TAZ）
全SNH48公演共通である。
2. 道連れに同行する
（结伴同行、作詞：呉依瑄、作曲：丁天牧、編曲：丁天牧）
3. 北のオーロラ
（北极光、作詞：呉依瑄、作曲：張毅非、編曲：張毅非）
4. 道捜しの人
（寻路者、作詞：劉捷、作曲：Mcflied Chicken、編曲：Mcflied Chicken）
5. Shiny Boys Shiny Girls
（Shiny Boys Shiny Girls、作詞：劉捷、作曲：Shaliponte、編曲：Shaliponte）
6. 夢
（梦、作詞：張鵬鵬、作曲：WG、編曲：WAVE G）
7. セーラー服
（水手服、作詞：劉捷、作曲：OKBOYS、編曲：OKBOYS）
8. かけがえのない
（无可替代、作詞：武婧/呉依瑄、作曲：丁天牧、編曲：WAVE G）
9. Monster
（Monster、作詞：張鵬鵬、作曲：都智文、編曲：都智文）
10. 人魚
（人鱼、作詞：張鵬鵬、作曲：張毅非、編曲：張毅非）
11. 夢の旗
（梦想的旗帜、作詞：小7、作曲:ASPJ、編曲：ASPJ）
12. ONE TWO THREE!
（ONE TWO THREE!、作詞：劉捷、作曲：Mcflied Chicken、編曲：Mcflied Chicken）
13. X遺伝子
（X基因、作詞：武婧、作曲：任中強、編曲：奥斯卡）
14. 星座
（星座、作詞：張鵬鵬、作曲：任中強、編曲：任中強）

アンコール
1. キラキラ戴冠
（闪亮加冕、作詞：張鵬鵬/呉依瑄、作曲：WG、編曲：WAVE G）
2. 夢想家
（梦想家、作詞：張暢、作曲：任中強、編曲：任中強）
3. 未来をことづける
（未来寄语、作詞：呉依瑄、作曲：呉依瑄、編曲：呉依瑄）

## SNH48 チームX 4th Stage「夢想的旗幟」公演
公演期間
2016年10月28日 - 2017年12月9日
出演メンバー
陳琳・馮曉菲・李晶・李釗・祁静・邵雪聰・宋昕冉・孫歆文・汪佳翎・汪束・王曉佳・謝天依・楊冰怡・楊韞玉・張丹三・張嘉予・サポートメンバー

ユニット曲担当
- 夢（陳琳、李晶、宋昕冉）
- セーラー服（楊韞玉、張嘉予、汪束、祁静）
- かけがえのない（馮曉菲、邵雪聰、楊冰怡）
- Monster（孫歆文、王曉佳、汪佳翎、謝天依）
- 人魚（李釗、張丹三）

## SHY48 チームHIII 1st Stage「夢想的旗幟」公演
公演期間
2017年2月25日 - 2017年10月15日
出演メンバー
董思佳・高志嫻・寇承希・劉嬌・劉静晗・張雨晴・李熙凝・曲悦萌・任雨情・徐斐然・楊肖・張愛静・鄭潔麗・張儒軼・張雲夢・張幼檸・サポートメンバー

ユニット曲担当
- 夢（寇承希、張雨晴、任雨情）
- セーラー服（張幼檸、高志嫻、鄭潔麗、張愛静）
- かけがえのない（董思佳、李熙凝、楊肖）
- Monster（劉嬌、曲悦萌、徐斐然、張儒軼）
- 人魚（劉静晗、張雲夢）

## SNH48 チームFt 1st Stage「夢想的旗幟」公演
公演期間
2018年3月23日 -
出演メンバー
李宇琪・劉佩鑫・陳琳・王溪源・張馨月・楊美琪・王欣顔甜甜・陳盼・周詩雨・李星羽・謝妮・張茜・朱小丹・李玉倩・李美琪・楊令儀・サポートメンバー

ユニット曲担当
- 夢（楊美琪、張馨月、王溪源）
- セーラー服（王欣顔甜甜、陳盼、周詩雨、李星羽）
- かけがえのない（劉佩鑫、李宇琪、陳琳）
- Monster（張茜、謝妮、朱小丹、李玉倩）
- 人魚（劉静晗、李美琪）

## CKG48 チームC 2nd Stage「夢想的旗幟」公演
公演期間
2018年6月30日 -
出演メンバー
雷宇霄・伍寒琪・田倩蘭・徐慧玲・曾佳・毛譯晗・王夢竹・左欣・冉蔚・陶菀瑞・譙玉珍・李恩鋭・李姍姍・王娯博・柏欣妤・熊心瑤・サポートメンバー

ユニット曲担当
- 夢（王娯博、柏欣妤、熊心瑤）
- セーラー服（雷宇霄、伍寒琪、田倩蘭、徐慧玲）
- かけがえのない（曾佳、毛譯晗、王夢竹）
- Monster（陶菀瑞、譙玉珍、李姍姍、李恩鋭）
- 人魚（左欣、冉蔚）